# Erlöserkirche (Berlin-Moabit)

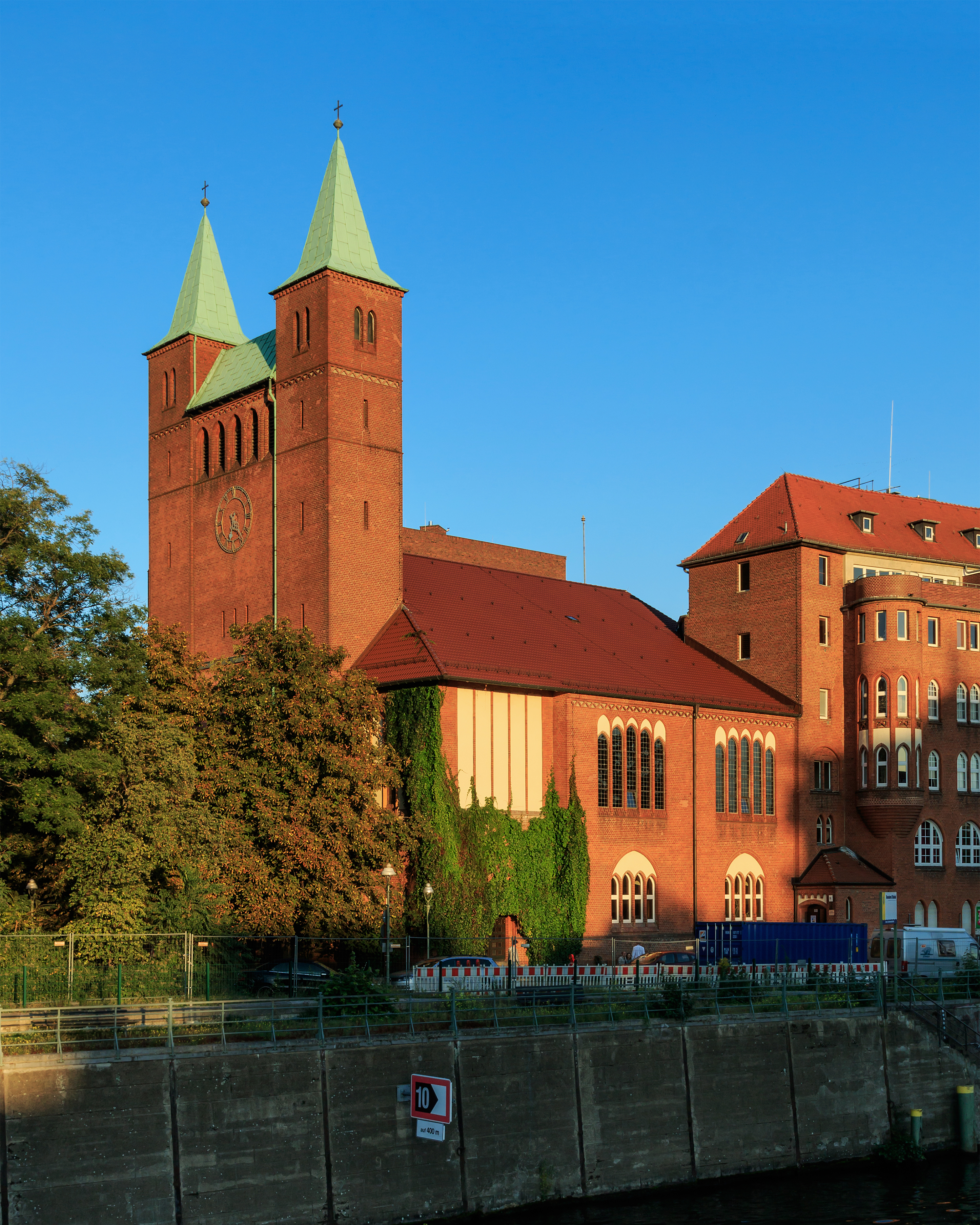
Kirche und Gemeindehaus von der Gotzkowskybrücke aus gesehen

Die evangelische Erlöserkirche im Berliner Ortsteil Moabit (Bezirk Mitte) wurde in den Jahren 1909–1912 nach Plänen des Architektenbüros Dinklage, Paulus & Lilloe errichtet. Sie bildet zusammen mit dem 1913 fertiggestellten Gemeindehaus einen Baudenkmalkomplex. Die Evangelische Erlöserkirche gehört zur Evangelischen Kirchengemeinde Berlin-Tiergarten und somit zum Kirchenkreis Berlin Stadtmitte (KKBS) der Evangelischen Kirche Berlin-Brandenburg-schlesische Oberlausitz (EKBO).

## Lage
Das Bauwerk steht zusammen mit dem anschließenden Gemeindehaus parallel zur Spree am Wikingerufer 9/10 Ecke Levetzowstraße auf einem rund 45.000 m2 großen Grundstück, dessen Form sich als unregelmäßiges Fünfeck beschreiben lässt. Spätere Erweiterungs- und Wohnbauten schließen an das Gemeindehaus am Wikingerufer an und bilden mit einem bis zur Levetzowstraße geführten Querflügel einen ruhigen umbauten Innenhof. Die Hauptachse des Gebäudekomplexes liegt etwa in West-Ost-Richtung. Ein kleiner Kirchvorplatz an der nordwestlichen Schmalseite leitet zum Kirchenhaupteingang über. In unmittelbarer Nachbarschaft befindet sich die Gotzkowskybrücke. Auf der Nordseite des Kirchengebäudes in der Levetzowstraße wurde in den 1920er Jahren eine lange Gebäudezeile lückenlos angebaut, die bis vor kurzem die Landesbildstelle Berlin beherbergte und sich im gleichen Baustil im Gebäude der Heinrich-von-Kleist-Schule fortsetzt. Diese Anbauten nehmen die Bauhöhe des Kirchenschiffes auf und passen sich auch mit der verklinkerten Fassade an das Gotteshaus an.

## Geschichte

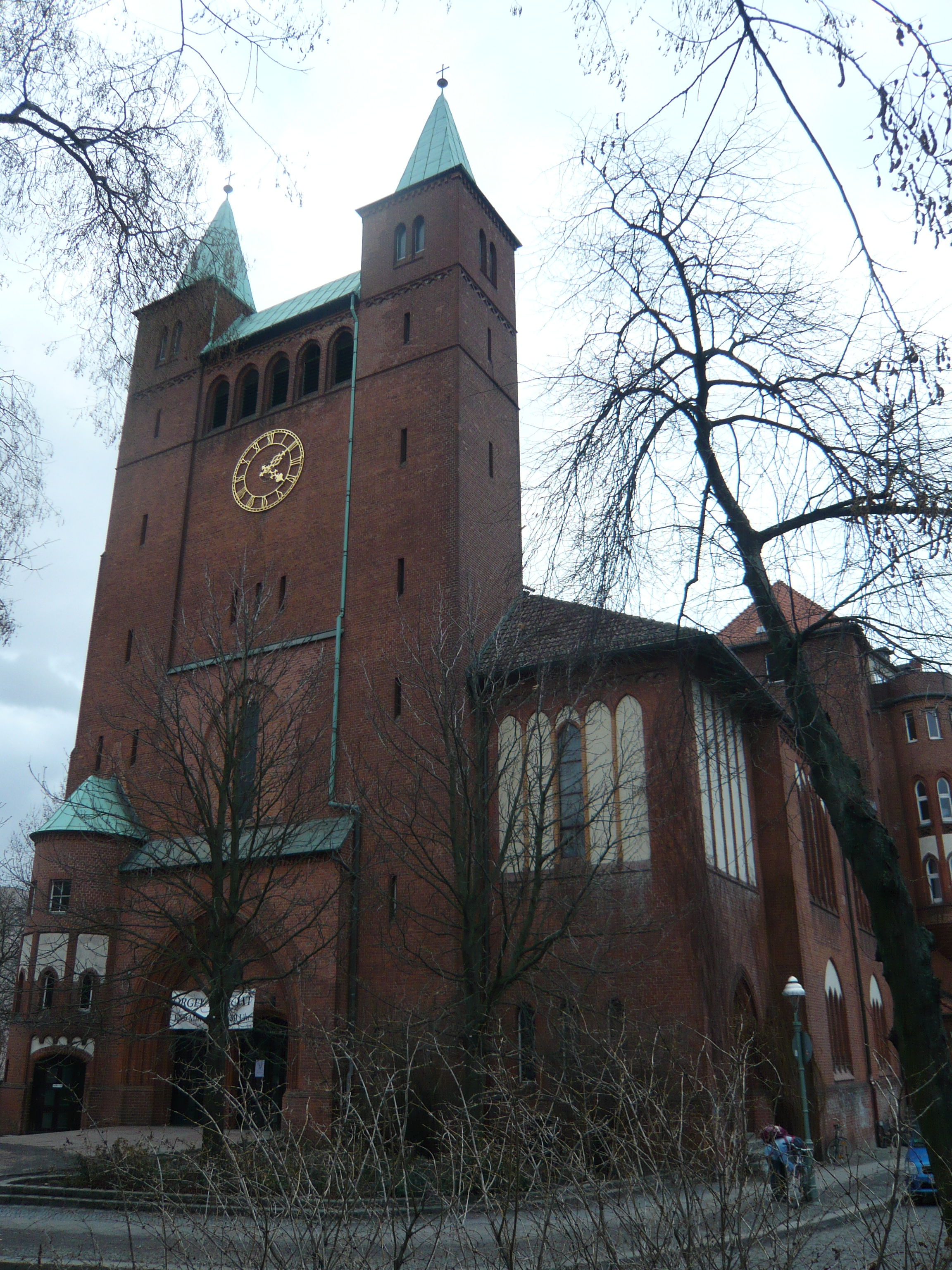
Turm und Seitenschiff

Zu Beginn des 20. Jahrhunderts war die Einwohnerzahl in Berlin und seinen damaligen Randgebieten durch die schnelle Industrialisierung und dem damit verbundenen Zuzug von Arbeitskräften aus anderen deutschen Landesteilen rapide gewachsen. Im Siedlungsgebiet Moabit des späteren Bezirks Tiergarten waren mehrere tausend evangelische Personen zu betreuen, die zunächst der Heilandsgemeinde angehörten. So beschloss die Berliner Stadtsynode am 28. April 1904 den Ankauf eines Grundstücks für den Bau einer neuen Kirche mit zugehörigem Gemeindehaus. Der Gemeindekirchenrat der Heilandsgemeinde übertrug dem gemeinsamen Büro der Architekten Georg Dinklage, Ernst Paulus und Olaf Lilloe die Planung und anschließende Ausführung der Bauwerke.
Auf Antrag genehmigte Kaiser Wilhelm II. als summus episcopus der Evangelischen Landeskirche der älteren Provinzen Preußens für den neuen Sakralbau am 19. August 1909 den Namen Erlöserkirche. Am 18. November 1909 erfolgte die Grundsteinlegung durch Wilhelm Faber, Generalsuperintendent für Berlin. Bereits nach 17 Monaten konnte das neue Gotteshaus am Sonntag, den 14. Mai 1911, in Anwesenheit von Prinz August Wilhelm von Preußen mit einer Kantate feierlich eingeweiht werden.
Durch die Abtrennung von der Heilandsgemeinde im Jahr 1912 wurde die Erlösergemeinde ein selbständiger Kirchenbezirk mit rund 14.000 Mitgliedern. Das Grundstück ging in das Eigentum der neuen Gemeinde über.
Zwischen dem 1. September 1912 und dem 8. Oktober 1913 wurden auch das Gemeindehaus, eine Krankenbetreuungsstation und eine Kleinkinderschule, ein Vorläufer der heutigen Kindertagesstätte, mit 15 Plätzen fertiggestellt und eingeweiht. Diese Bauten gehen ebenfalls auf Entwürfe der genannten Architekten zurück.
Etwa zur gleichen Zeit, ab Spätsommer 1912 bis Mai 1913, wirkte auch der bekannte Theologe und Religionsphilosoph Paul Tillich als Hilfsprediger an der Erlöserkirche.
Im Zweiten Weltkrieg wurden die Erlöserkirche und ein großer Teil des Gemeindehauses bei einem alliierten Luftangriff im November 1943 schwer beschädigt. Gottesdienste waren hier nicht mehr möglich, sie fanden deshalb zunächst in einem Zimmer der Schwesternstation statt, später in einem benachbarten Kasino. Wegen der Schäden, der ausbleibenden Kinder und fehlender Erzieherinnen musste der Kindergarten jedoch geschlossen werden.
Erst drei Jahre nach Kriegsende erfolgten die ersten Reparaturen und der Kindergarten wurde mit 30 Plätzen wiedereröffnet. Ein großes Baugerüst bewahrte den baufälligen Doppelturm vor dem Einsturz und die drei erhaltenen Glocken riefen im März 1950 erstmals seit 1943 wieder zu einem Gottesdienst.
Die neue Stadtverwaltung in West-Berlin ermöglichte der Erlöserkirchengemeinde, die nun bereits wieder 9200 Mitglieder zählte, mit finanziellen Unterstützungen den Wiederaufbau. 1953 wurde zunächst das Gemeindehaus repariert, 1956 auch das Kirchengebäudes unter der Leitung des Architekten Walter Krüger neu aufgebaut. Das geschah nach den Originalplänen und war am 9. März 1958 vollendet. Bischof Otto Dibelius übergab der Gemeinde in einem Festgottesdienst an diesem Tag das wieder aufgebaute Gotteshaus.
Es dauerte noch einige Jahrzehnte, bis alle Nebenräume wieder eingerichtet und genutzt werden konnten.
Im Weiteren wurde die Erlösergemeinde um Christen aus dem Ostteil der Charlottenburger Gustav-Adolf-Gemeinde auf 12.000 Mitglieder erweitert (1965). Für die ausländischen Gastarbeiter, im Bereich Moabit vor allem aus Griechenland, eröffnete die Gemeinde in der Helmholtzstraße 1972 einen eigenen Kindergarten, zwei Jahre später erhielten auch die jugendlichen Kirchenmitglieder mit dem Jugendhaus Zinse ein Gemeinschaftshaus.
Eine bis Anfang der 1990er Jahre bestehende Gemeindepartnerschaft mit der evangelischen Kirchengemeinde Eichwalde ist mittlerweile „eingeschlafen“.
Seit dem 1. Januar 2016 gehört die Erlöserkirche zur Evangelischen Kirchengemeinde Tiergarten, die durch Fusion der vier vormals eigenständigen Kirchengemeinden Erlöser, Moabit-West, Kaiser-Friedrich-Gedächtnis und St. Johannis entstand.

## Kirchengebäude
Der Architekturentwurf greift auf den Stil der märkischen Backsteingotik zurück und besitzt nur wenige Schmuckelemente. Das Gebäude ist eine Hallenkirche mit einem Westwerk, einem Seitenschiff und einer Taufkapelle im südlichen Bereich unter der Empore. Insbesondere das Westwerk zitiert die Architektur altmärkischer Kirchen, beispielsweise dem Stendaler Dom oder St. Petri in Seehausen. Das Bauteil zum Wikingerufer trug bis zu seiner Zerstörung zwei quergestellte Satteldächer über dem Seitenschiff. An der Westecke erhebt sich der 37,50 Meter hohe Glockenturm mit zwei Turmaufsätzen, deren steile Spitzen mit Kupferblech beschlagen sind. Das Turmmassiv beherbergt das dreistimmige Geläut in einer arkadenartigen Glockenhalle über der Kirchturmuhr. Das Bauwerk hatte bei seiner Ersteinweihung drei Bronzeglocken erhalten, von denen eine nach dem Guss einen Riss aufwies. Der Schaden konnte repariert werden, beeinträchtigt allerdings den sauberen Klang und führte sogar zu einem Preisnachlass.
Der Haupteingang ist in breiter Spitzbogenform ausgeführt, dessen Tympanon von einer kupfernen Lutherrose geschmückt wird.

## Innenraum der Kirche

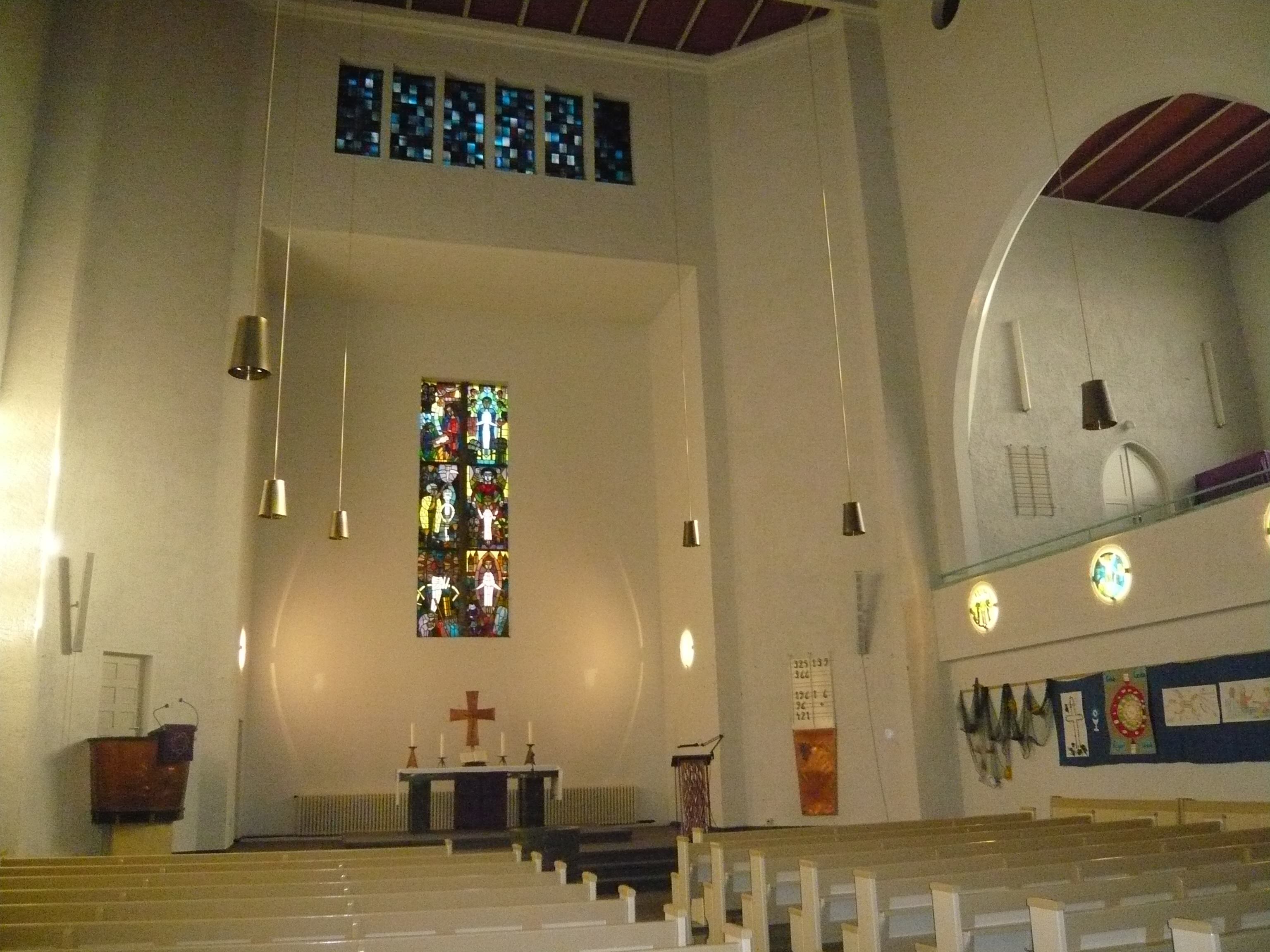
Innenansicht, 2010

### Hauptschiff
Das Hauptschiff belegt eine Fläche von rund 250 m2 und wird an seiner Südostseite durch die Altarapsis, einen querrechteckigen Chorraum, abgeschlossen. In der ersten Bauausführung befand sich in der gesamten Breite der Altarwand ein mehrteiliges Bleiglasfenster, unter dem ein farbiger Ornament-Gobelin den Hintergrund für den Altar bildete. Beim Wiederaufbau Anfang der 1950er Jahre erhielt die Altarapsis ein schlichteres Aussehen, der Rundbogen wurde entfernt und das Podest auf eine Stufe verringert. Das jetzige sechsgliedrige Fenster wurde nach Entwürfen von Hans-Joachim Burgert mit biblischen Motiven in einer modernen Formensprache für die neue Innenausstattung 1953 gestaltet. Der obere Abschluss des Chorraumes erhielt ein sechsteiliges Fensterband mit mosaikartigen hell- oder dunkelblauen Glasquadraten.
Die vor der Zerstörung vorhandene simulierte Tonnengewölbedecke wurde durch eine glatte holzgetäfelte Decke ersetzt. Über der Kirchenhalle befindet sich ein ziegelgedecktes Satteldach, die Schaugiebel zum Ufer wurden nicht wieder aufgemauert. Die Empore im Seitenschiff erhält durch Fenster in Rundbogenform Tageslicht. Die pastellfarbenen Mosaikfenster reihen sich in je fünf Segmenten in zwei Etagen übereinander und gliedern damit die zur Spree hin ausgerichteten Gebäudeflächen.
Zusammen mit den Kirchenbänken im Hauptschiff und den podestartig angeordneten Bankreihen in der Empore bietet die Kirche Platz für rund 600 Personen.
Säulen, Bogenblenden und Wandflächen in der Altarapsis waren in der Erstausstattung mit farbigen Ornamenten ausgemalt. Beim Wiederaufbau kamen stattdessen zwölf runde Wandlampen („Bullaugen“) zu je sechs an beide Längsseiten und an die Schmalseite über dem Eingangsbereich. Im Jahr 2005 erhielten die Neonleuchten ein völlig neues Aussehen, indem auf ihren Glasflächen Szenen aus dem Alten, dem Neuen Testament und Sätze zum Erlöser modern dargestellt wurden. Idee und künstlerische Ausführung stammen wiederum von Hans-Joachim Burgert.
Darunter befinden sich etwa in Augenhöhe einige Ölwandgemälde mit gleichartigen Sujets in traditioneller Kirchenmalerei, die aus Schenkungen anderer Gemeinden stammen.

### Orgel

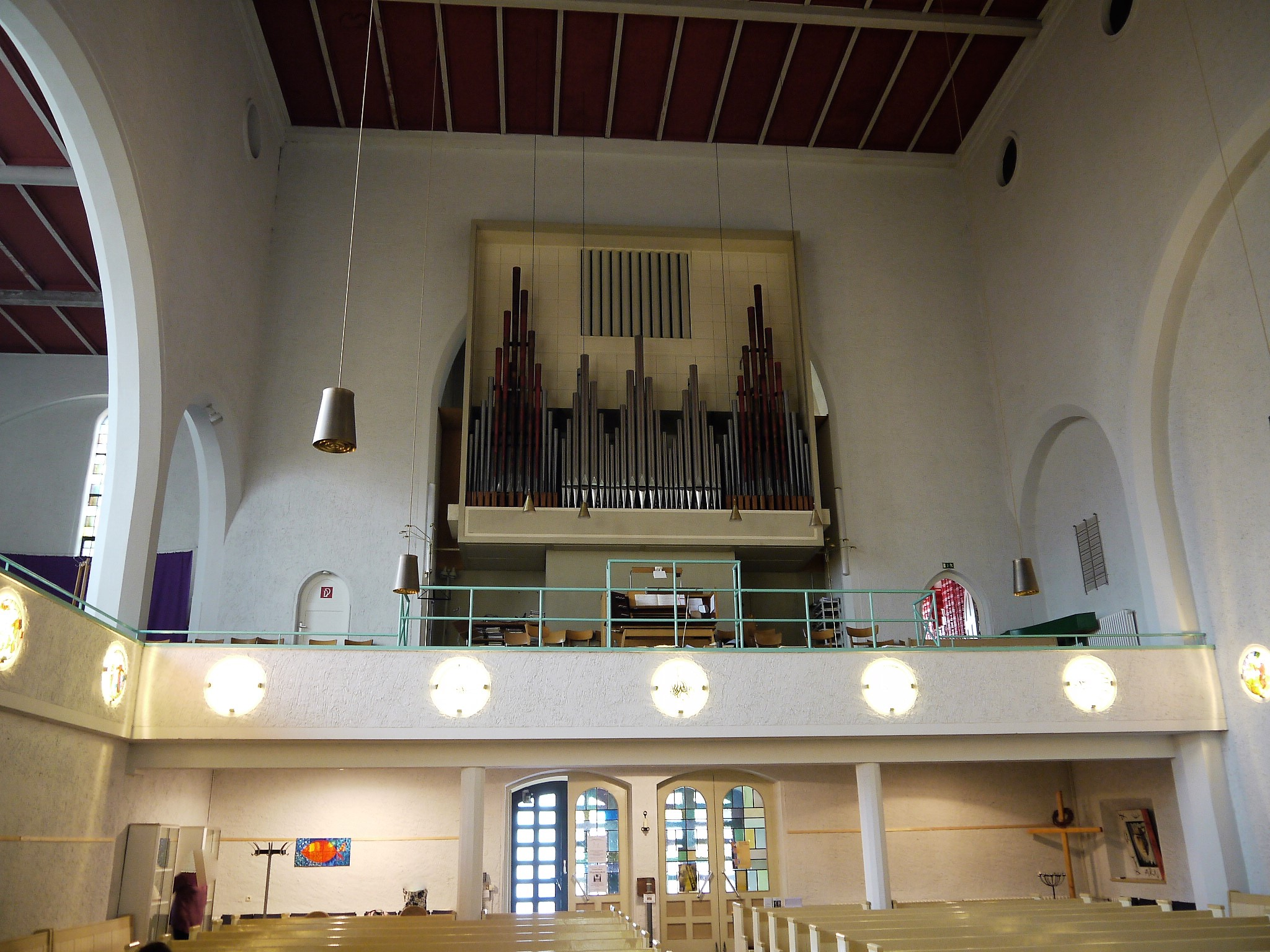
Blick zur Orgel

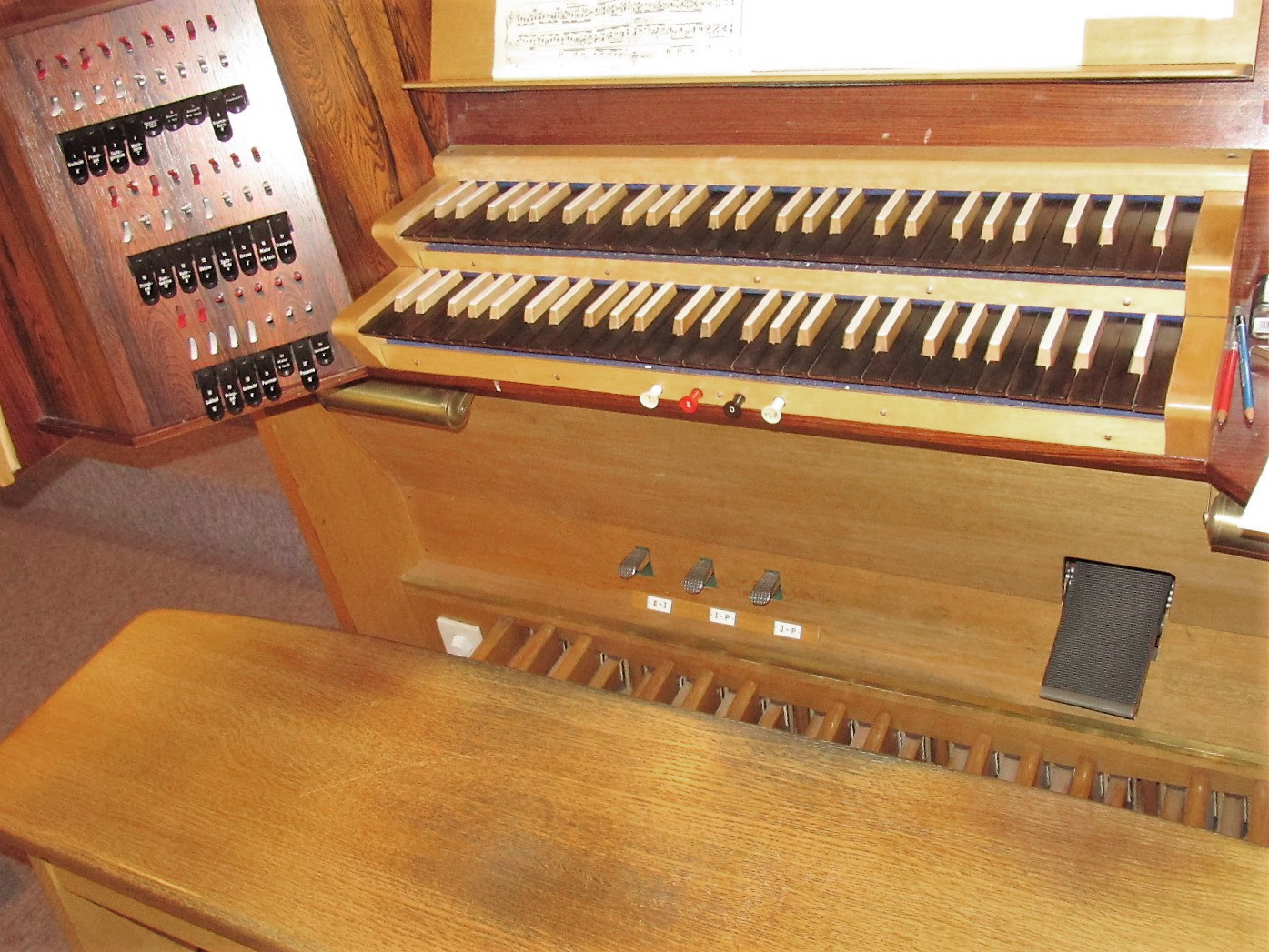
Spieltisch der Orgel

Bei der Einweihung verfügte das Gotteshaus ab 1911 über eine Orgel von Alexander Schuke aus Potsdam, die auf zwei Manualen und Pedal 26 Register besaß. Durch die Zerstörungen im Zweiten Weltkrieg ging sie verloren. Am 20. Oktober 1963 konnte eine neue Orgel aus der Berliner Werkstatt von Karl Schuke (Opus 136) eingeweiht werden. Das Instrument hat 23 Register (rund 2000 Pfeifen) auf zwei Manualen und Pedal. Die Spieltrakturen sind mechanisch, die Registertrakturen elektrisch.
| I Hauptwerk C–g3 |              |     |
| 1.               | Quintadena   | 16′ |
| 2.               | Prinzipal    | 8′  |
| 3.               | Rohrflöte    | 8′  |
| 4.               | Oktave       | 4′  |
| 5.               | Spitzflöte   | 4′  |
| 6.               | Oktave       | 2′  |
| 7.               | Mixtur IV–VI | 2′  |
| 8.               | Trompete     | 8′  |

| II Schwellwerk C–g3 |                |       |
| 9.                  | Gedackt        | 8′    |
| 10.                 | Prinzipal      | 4′    |
| 11.                 | Spitzgedackt   | 4′    |
| 12.                 | Sesquialter II | 2 ⁄3′ |
| 13.                 | Waldflöte      | 2′    |
| 14.                 | Quinte         | 1 ⁄3′ |
| 15.                 | Scharf III–IV  | 1′    |
| 16.                 | Krummhorn      | 8′    |
|                     | Tremulant      |       |

| Pedal C–f3 |           |     |
| 17.        | Subbass   | 16′ |
| 18.        | Prinzipal | 8′  |
| 19.        | Gedackt   | 8′  |
| 20.        | Pommer    | 4′  |
| 21.        | Mixtur IV |     |
| 22.        | Posaune   | 16′ |
| 23.        | Schalmei  | 4′  |

- Koppeln: II/I, I/P, II/P

## Glocken
Die Erlöserkirche verfügt über ein Geläut aus drei bauzeitlichen Gussstahlglocken.
| Glocke | Material  | Schlagton | Gussjahr | Glockengießerei | Gewicht (kg) | Durchmesser (cm) | Höhe (cm) | Inschrift                                                                 |
| ------ | --------- | --------- | -------- | --------------- | ------------ | ---------------- | --------- | ------------------------------------------------------------------------- |
| 1.     | Gussstahl | b′        | 1910     | Bochumer Verein | 0354         | 093              | 080       | ERLÖSE UNS VON DEM ÜBEL. MATTH. 8,18.                                     |
| 2.     | Gussstahl | g'        | 1910     | Bochumer Verein | 0676         | 116              | 093       | ICH WEISS, DASS MEIN ERLÖSER LEBT. HIOB 19,25.                            |
| 3.     | Gussstahl | es'       | 1910     | Bochumer Verein | 1270         | 144              | 115       | GELOBT SEI DER HERR, DENN ER HAT BESUCHT UND ERLÖST SEIN VOLK. LUC. 1,68. |

## Das Gemeindehaus

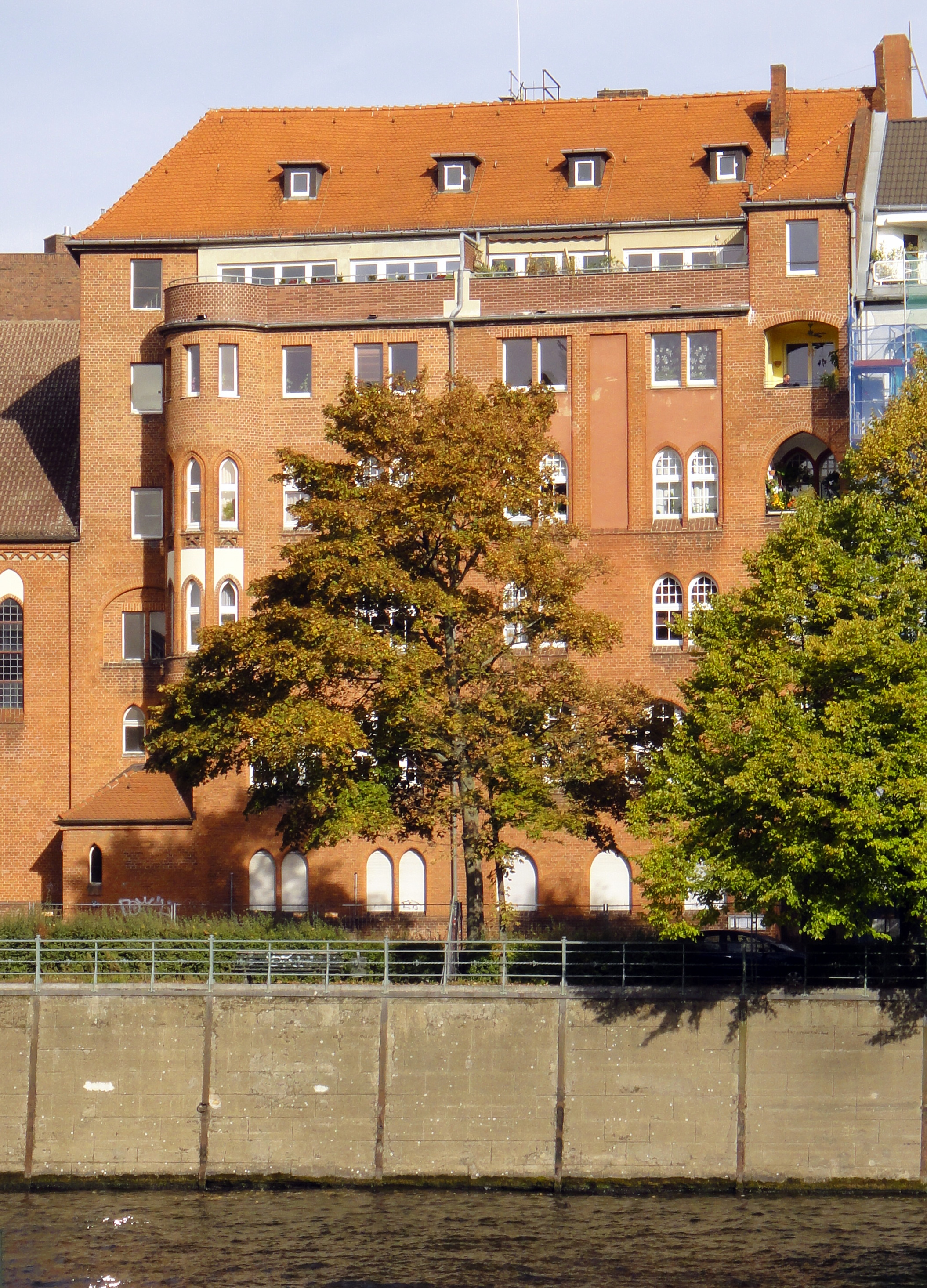
Gemeindehaus

An der südöstlichen Seite des Gotteshauses ist ein ebenfalls aus roten Backsteinen errichtetes Gemeindehaus angefügt und überragt mit seinen fünf Stockwerken das Mittelschiff der Kirche. Die Erhöhung um ein Stockwerk erfolgte bei dem Wiederaufbau nach den Kriegszerstörungen. Das Parterre beherbergt die Kantorei, die Kindertagesstätte, in den oberen Etagen befinden sich Büros, Dienstwohnungen und frei vermietete Wohnungen. Die Architekturelemente wie das kompakte Turmmassiv, die kleinen Rundbogenfenster und Halbrunderker lehnen sich an den Stil des Stendaler Doms an.

## Nutzung des Kirchengebäudes, Gemeindeleben, soziales Engagement
Außer der normalen gottesdienstlichen Nutzung inklusive Taufen, Konfirmationen, Trauungen oder Trauerfeiern dient die Kirche als Veranstaltungsort für regelmäßige Konzerte und Kirchenmusik mit Orgelandachten. Es gibt einen Kinder-, einen Jugend- und einen Seniorenchor, außerdem eine Bläsergruppe und einen Posaunenchor. Auf Arbeitsebene des Posaunenchors bestehen Verbindungen zur Ev.-Luth. Kirchengemeinde Flintbek. Für die Gemeindemitglieder und Gäste werden Kaffeenachmittage, Diskussionsrunden, Buchlesungen, auch gemeinsame Ausflüge organisiert. Zahlreiche Arbeitskreise bieten ein abwechslungsreiches Gemeindeleben. Ein regelmäßig herausgegebener spendenfinanzierter Gemeindebrief in einer Auflage von 4000 Exemplaren informiert über aktuelle Veranstaltungen aber auch über interessante Einzelthemen in ausführlicher Form.
Der große Saal des Gemeindehauses dient in den Wintermonaten als „Spätcafé“, in dem Obdachlose und Sozialhilfeempfänger zweimal wöchentlich ein kostenloses Essen erhalten. Die Erlöserkirchengemeinde beteiligt sich mit der Aktion Laib und Seele an der Ausgabe von Lebensmitteln der Berliner Tafel. Jeweils donnerstags können Bedürftige aus dem Gemeindegebiet (Moabit und Charlottenburg bis zum Landwehrkanal) für einen Euro eine Tüte mit Lebensmitteln erwerben.
Im Jahr 2005 gründete die Erlöserkirche gemeinsam mit weiteren elf Religionsgemeinschaften des Gebietes Moabit-West den Verein Zentrum für interreligiösen Dialog, der mit der sogenannten „Moabiter Erklärung – Für ein friedliches Zusammenleben in Moabit!“ in der Öffentlichkeit bekannt wurde.
Im Rahmen des interkulturellen Dialogs steht der Gemeinderaum seit 2005 sowohl einer evangelischen Gemeinde mit afrikanischen Wurzeln als auch einer evangelischen Studentengemeinde mit koreanischen Wurzeln für deren Gottesdienste zur Verfügung.
Erreichbar ist die Erlöserkirche mit den öffentlichen Verkehrsmitteln U-Bahn (Bahnhof Ernst-Reuter-Platz oder Bahnhof Hansaplatz) oder den Omnibussen der Linien 101, 106 und 245 (Haltestelle Alt-Moabit/Gotzkowskybrücke). Alle Gebäude und Räumlichkeiten sind barrierefrei ausgestattet.